# Turgenia latifolia
Els cadells o llapassó (Turgenia latifolia)  és una espècie de plantes herbàcies pertanyent a la família Apiaceae. És originària de la regió de la Mediterrània fins a l'Iran.

## Descripció
T. latifolia és una herba anual; amb les tiges erectes, molt ramificats, de 8-40 cm; fulles 1-pinnatisectes amb 3-6 parells de segments foliars, oblongs, d'1-5 per 0,5-1 cm, dentats o pinnatífids; 2-5 bràctees i bractèoles, lanceolades, persistents; amb umbel·les sobre peduncles de 10 cm o més, amb 2-5 radis d'1-6 cm, desiguals, híspids; flors sense sèpals i amb pètals blancs o rosats, radiats, els més grans fins de 4 mm; el fruit és ovoide, de 6-12 mm amb les costelles marginals cobertes d'1 fila d'agullons rectes i les restants de 2-3.
Aquesta planta és semblada a Caucalis platycarpos de la qual es distingeix per la divisió de les fulles (1 vegada pinnades en comptes de 2-3) i per la disposició de les espines en els fruits.

## Distribució
Es distribueix pel sud-oest d'Àsia, Nord d'Àfrica i a Europa pel centre i sud; en una gran part de la península Ibèrica i repartida per Aragó encara que escassíssima a Osca, on tan sols es coneix d'un punt del Somontano.

## Hàbitat
N'hi ha en els camps de cultiu i els seus marges. Preferentment en sòl calcícola, en una altura de 200 1500 (1800) metres. La floració es produeix a l'abril - juny (juliol) i la fructificació al maig - juliol (agost).

## Taxonomia
Turgenia latifolia va ser descrita per L. Hoffm. i publicat en Genera Plantarum Umbelliferarum 59. 1816.